# Бескудук (Северо-Казахстанская область)
Бескудук (каз. Бесқұдық) — село в Есильском районе Северо-Казахстанской области Казахстана. Административный центр Бескудукского сельского округа. Код КАТО — 594237100.

## Население
В 1999 году население села составляло 716 человек (361 мужчина и 355 женщин). По данным переписи 2009 года, в селе проживало 500 человек (260 мужчин и 240 женщин).